# クエット流れ
クエット流れ（クエットながれ、Couette flow）とは、狭い隙間を持って平行に置かれた平板間に流体を満たし、片側の平板が一定速度で平行に移動する際の隙間内の流れ場である。定常単純せん断流れであり、もっとも単純な流れのひとつである。
平板間の距離をh 、片側の平板の移動速度をU 、流体の粘性をμとする。平板の移動方向にx軸を、垂直にy軸をとると、x方向の速度分布 ux はyについて線形に変化し、
{\displaystyle u_{x}(y)={\dot {\gamma }}y,\quad {\dot {\gamma }}:=U/h}
で表される。ここで {\displaystyle {\dot {\gamma }}} はせん断速度である。せん断応力はニュートンの摩擦法則により一定値
{\displaystyle \tau _{xy}=\mu {\dot {\gamma }}}
で、生成エントロピーは
{\displaystyle {\dot {s}}={\frac {\mu }{\rho T}}\left({\frac {U}{h}}\right)}
で表される。
クエット流れはナビエ・ストークス方程式の厳密解として理論的には常に存在するが、実際には、流速のある範囲において不安定となり、より複雑な流れへと移行する。

## 一般化
流れに圧力勾配αがある場合には、速度分布は
{\displaystyle u_{x}(y)={\frac {\alpha }{2\mu }}(h-y)y+{\frac {U}{h}}y,}
せん断応力は
{\displaystyle \tau _{xy}(y)=\mu {\frac {du}{dy}}=\alpha \left({\frac {h}{2}}-y\right)+\mu {\frac {U}{h}},}
特に壁面にはたらくせん断応力は
{\displaystyle \tau _{\mathrm {wall} }={\frac {1}{2}}\alpha h\pm \mu {\frac {U}{h}}}
平板間を流れる流量Q は
{\displaystyle Q=\int _{0}^{h}u\,dy={\frac {\alpha h^{3}}{12\mu }}+{\frac {1}{2}}Uh}
となる。

## 同軸円筒間のクエット流
半径がr1, r2 (r1 < r2 ) の2本の同軸円筒の間に流体を満たし、内外円筒をそれぞれ角速度Ω1, Ω2 で回転させた場合、周方向速度の分布は
{\displaystyle {\begin{aligned}&v(r)={\frac {C_{1}}{r}}+C_{2}r,\\&C_{1}=(\Omega _{1}-\Omega _{2}){\frac {r_{1}^{2}r_{2}^{2}}{r_{2}^{2}-r_{1}^{2}}},\quad C_{2}={\frac {\Omega _{2}r_{2}^{2}-\Omega _{1}r_{1}^{2}}{r_{2}^{2}-r_{1}^{2}}}\end{aligned}}}
となる。